# 波吉斯瓦夫十四世
波吉斯瓦夫十四世（波蘭語：Bogusław XIV，1580年3月31日—1637年3月10日），末代波美拉尼亞公爵，1625年至1637年在位。
1615年，波吉斯瓦夫與什勒斯維希-霍爾斯坦-森訥堡公爵年輕者漢斯的女兒伊莉莎白結婚，兩人沒有子女。1637年波吉斯瓦夫去世，波美拉尼亞公國被瑞典和布蘭登堡－普魯士瓜分。